# Ximeninsäure
Ximeninsäure ist eine ungesättigte Fettsäure in der Gruppe der Alkin- und der Alkensäuren, die neben einer Dreifach- auch eine Doppelbindung aufweist. Sie zählt zu den trans Omega-7-Fettsäuren und zu den konjugierten Fettsäuren sowie zu den Eninen. Sie ist ein Isomer der Crepeninsäure, Punicinsäure und der α-Linolensäure. Bei der ähnlich benannten Ximensäure handelt es sich um eine einfach ungesättigte Fettsäure und damit nicht um ein Isomer.

## Vorkommen
Ximeninsäure kommt in den Samenölen vieler Arten aus der Ordnung der Sandelholzartigen (Santalales) vor, insbesondere in der Familie der Sandelholzgewächse (Santalaceae).
Einige Arten aus der Gattung Santalum enthalten viel Ximeninsäure, am meisten Santalum album (bis 95 %) und Santalum insulare (64–86 %), sowie einige weiter mit 35–45 % oder mehr.
Diverse Arten aus anderen Gattungen der Santalaceae enthalten ebenfalls Ximeninsäure enthalten, darunter Osyris alba (57 %) aus der Gattung der Rutensträucher, sowie Iodina rhombifolia und Comandra umbellata.
Arten aus anderen Familien der Santalales, die Ximeninsäure enthalten, sind Ximenia caffra und Ximenia americana, Agonandra brasiliensis (18 %), andere Arten der Gattung Agonandra (4–9 %), Ongokea gore (ca. 1 %), Curupira tefeensis und Olax subscopioidea.

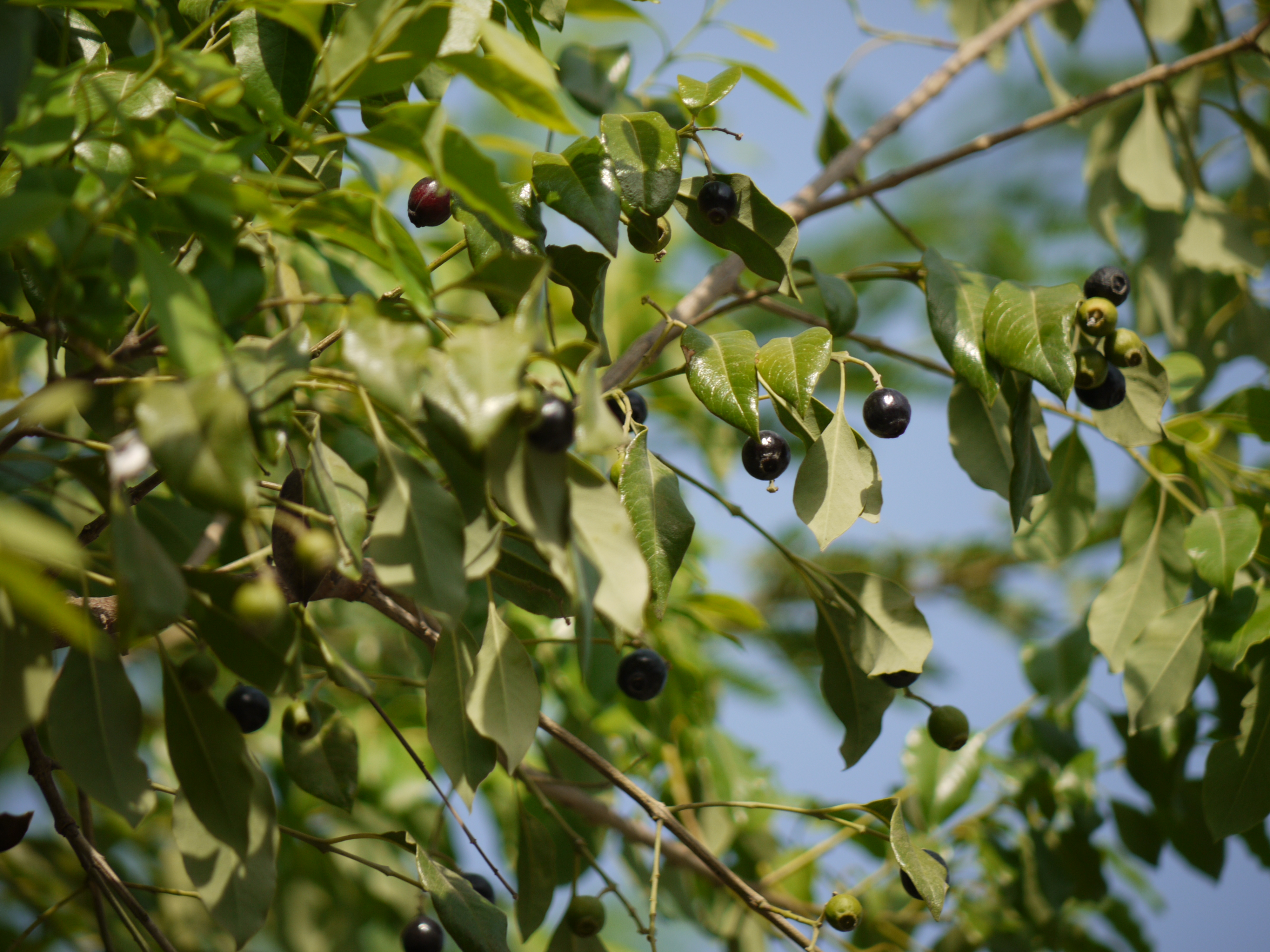
Santalum album
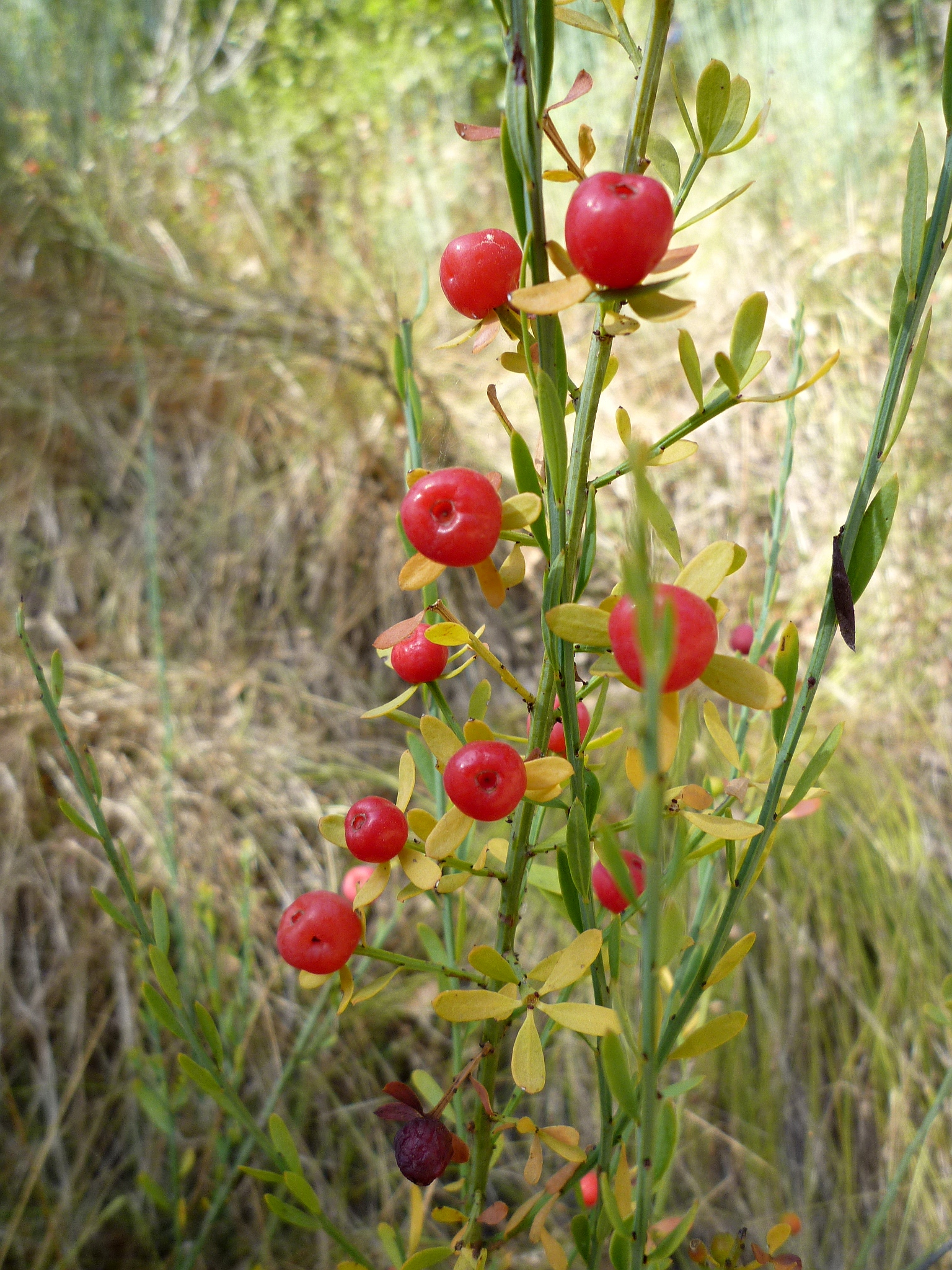
Osyris alba
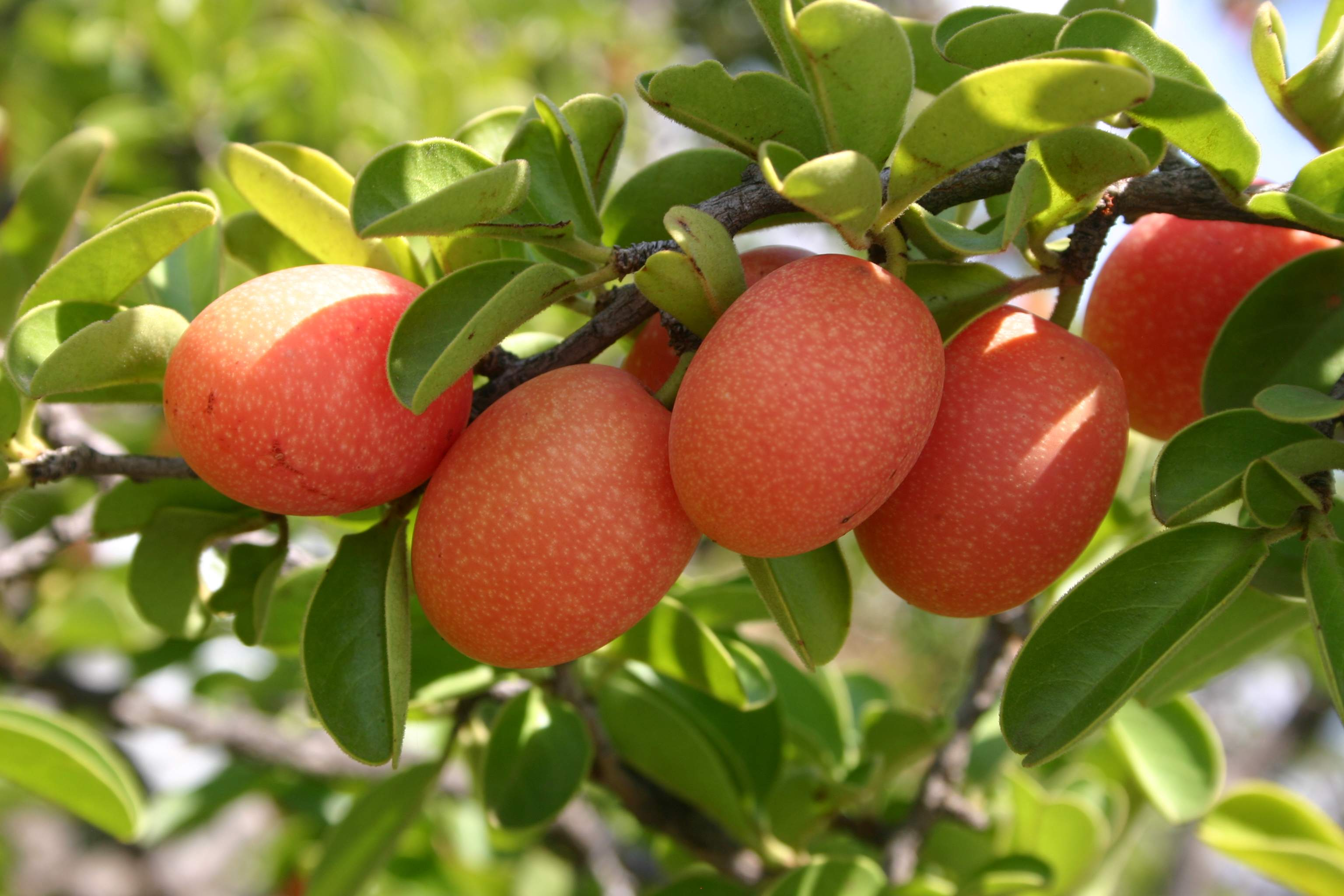
Ximenia caffra
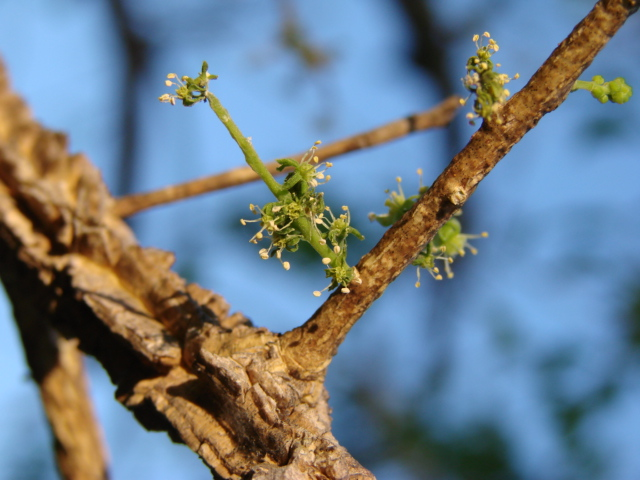
Agonandra brasiliensis
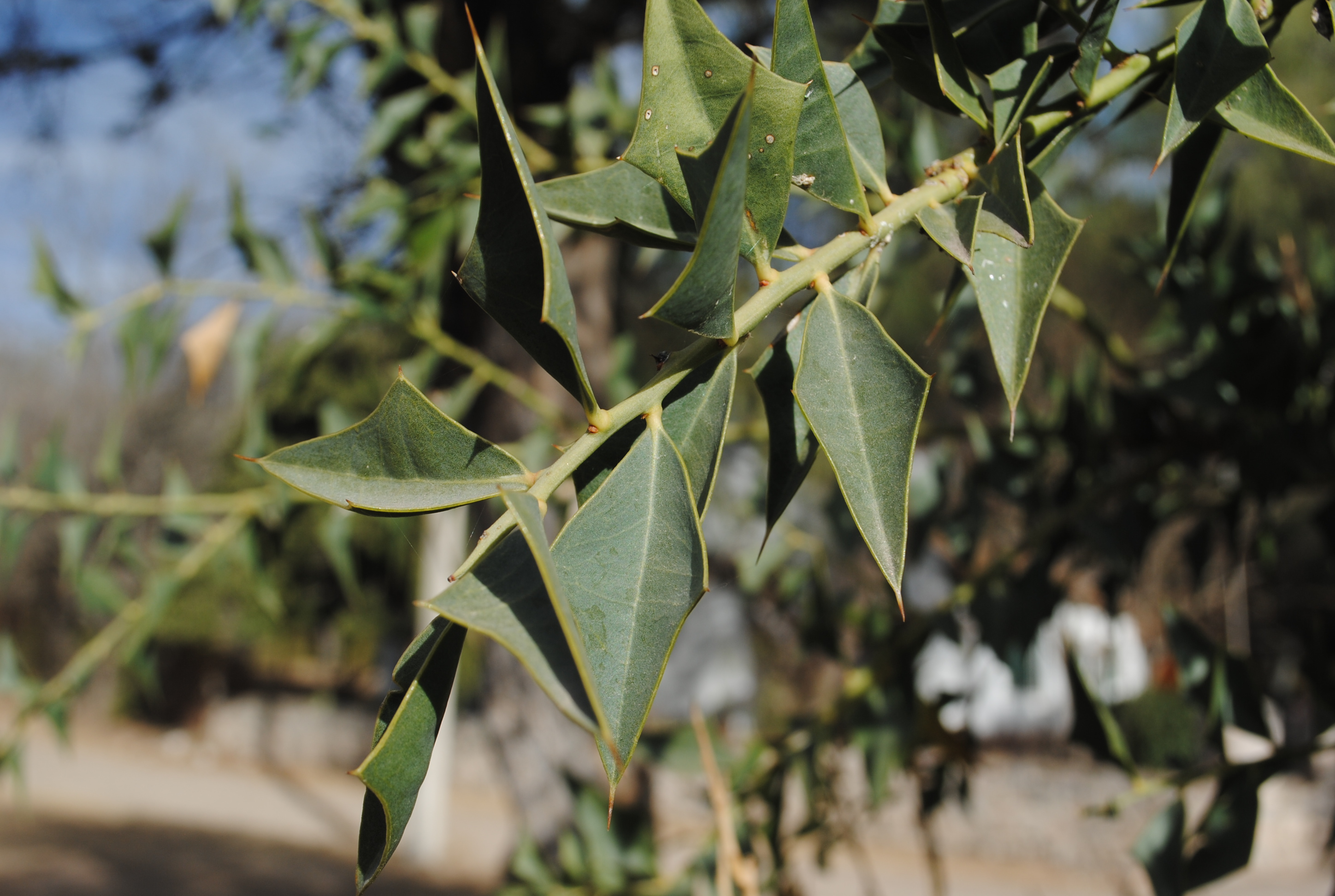
Iodina rhombifolia

## Synthese
Eine Synthese geht vom Methylester der Ricinolsäure aus, welcher zunächst bromiert wird. Reaktion mit Kaliumhydroxid unter Ultraschall ergibt 12-Hydroxyoctadec-9-insäure, welche mit Bortrifluorid/Methanol wieder in den Methylester überführt wird. Dieser wird mit Mesylchlorid mesyliert. Reaktion mit Kaliumhydroxid unter Ultraschall ergibt die Ximeninsäure.

## Eigenschaften
Ximeninsäure kristallisiert im triklinen Kristallsystem – Raumgruppe P1 (Raumgruppen-Nr. 1) – mit zwei Formeleinheiten pro Elementarzelle.
Ximeninsäure ist ein Cyclooxygenase-, Lipoxygenase- und Phopholipase-Inhibitor. Sie wirkt antimikrobiell gegen mehrere Pilze und grampositive Bakterien. Außerdem wirkt sie entzündungshemmend und cytotoxisch, zum Beispiel gegen eine Leberkrebszelllinie.

## Reaktionen
Die Ximeninsäure ist leicht autoxidierbar. Die Ozonolyse ergibt Heptanal und Azelainsäure. Die Oxidation mit Kaliumpermanganat ergibt Heptansäure und Azelainsäure.
Durch Umsetzung mit Kaliumhydroxid isomerisiert die Verbindung zu einer Fettsäure mit drei konjugierten Doppelbindungen. Sie kann zu Stearinsäure hydriert werden.
Eine Einschlussverbindung mit Dimethylsulfat wurde beschrieben.

## Verwendung
Die Ximeninsäure wird in der Kosmetik verwendet.